# Gertrud David
Gertrud David (* 25. Dezember 1872 in Leipzig; † 21. Juni 1936 in Berlin) war eine Frauenrechtlerin, Journalistin, Konsumgenossenschafterin und Filmschaffende.

## Leben
Gertrud Swiderski wurde am 25. Dezember 1872 als ältestes von vier Geschwistern in Leipzig geboren. Ihre Eltern waren der Maschinenbaufabrikant Philipp Swiderski und seine Frau Helene, geb. Schlenk.
Im April 1896 heiratete sie den Sozialdemokraten Eduard David, einen führenden Vertreter des rechten-revisionistischen Flügels der SPD. Gertrud David engagierte sich im 1896 gegründeten Berliner Verein für soziales Genossenschaftswesen. Im Jahr 1899 veröffentlichte sie in den Sozialistischen Monatsheften zwei und 1910 einen Artikel zu Fragen der Konsumgenossenschaftsbewegung. Mit ihrem Mann war sie 1899 maßgeblich an der Gründung der Mainzer Spar-, Konsum- und Produktionsgenossenschaft beteiligt. Ab 1908 lebte das Ehepaar getrennt, die Ehe wurde 1911 geschieden. Auch nach der Scheidung arbeitete Gertrud David politisch und publizistisch eng mit Eduard David zusammen. Sie fungierte als Herausgeberin der Sozialistischen Monatshefte und eines sozialdemokratischen Pressedienstes und engagierte sich außer für die Förderung des Genossenschaftswesens stark für die Frauenfrage. Dabei arbeitete die undogmatische Sozialdemokratin auch mit der bürgerlichen Frauenbewegung eng zusammen.
Über ihr Engagement für den Mütterschutz kam Gertrud David am Ende des Ersten Weltkriegs zum Film. 1917 verfasste sie das Drehbuch für einen Film, der unter dem Titel „Die Geächteten“ das Schicksal unehelicher Kinder als Opfer der Gesellschaft thematisierte. 1919 folgte ein zweiter Film zum Kinderschutz, „Unsere Kinder – Unsere Zukunft“, dann mehrere Streifen, die die aktuelle politische Situation der jungen Weimarer Republik thematisierten.
Seit 1924 betrieb Gertrud David in Berlin die Filmproduktionsfirma Gervid Film GmbH. Der Name dieser Firma setzt sich aus der ersten Silbe ihres Vornamens und der zweiten ihres Nachnamens zusammen. Als Produzentin, Regisseurin und Drehbuchautorin verfilmte sie soziale Dramen und produzierte Dokumentar- und Werbefilme. Sie war eine der wichtigsten Protagonistinnen des Genres der Wohlfahrtsfilme, mit denen in der Zwischenkriegszeit vor allem die Kirchen, aber auch nichtkonfessionelle Träger wie Arbeiterwohlfahrt und Deutsches Rotes Kreuz für ihre soziale Arbeit warben.
Schon 1922 hatte David ihren ersten Filmauftrag für die Bodelschwinghschen Anstalten, Bethel, übernommen – eine Serie von fünf Kurzfilmen, die für die Arbeit der Einrichtung werben sollten. 1934 beauftragte die Betheler Filmstelle sie mit einer zweiten Staffel von drei weiteren Porträts. In den folgenden elf Jahren drehte und produzierte David in rascher Folge nicht weniger als 41 Filme – für das Deutsche Rote Kreuz und die Zentralwohlfahrtsstelle der deutschen Juden ebenso wie für die SPD, verschiedene Gewerkschaften und die Großeinkaufs-Gesellschaft Deutscher Consumvereine.
1926 entstand „Aus der Waffenschmiede der S.P.D.“, ein Porträt sozialdemokratischer Pressearbeit. Ihre wichtigsten Auftraggeber waren die evangelischen Filmstellen, für die sie rund ein Drittel aller in jener Zeit entstandenen professionellen Streifen produzierte. Zu ihren bekanntesten Filmen gehören „Sprechende Hände“ über taubblinde Bewohner einer diakonischen Einrichtung bei Potsdam (1925), „Stätten und Werke der Liebe im schönen Lipperlande“(1927/28) und „In den Spuren Vater Bodelschwinghs“, der im März 1931 zum 100. Geburtstag Friedrich v. Bodelschwinghs d. Ä. seine Premiere feierte.
1933 drehte David noch einen zweiten Langfilm mit Spielfilmhandlung für die Bodelschwinghschen Anstalten in Bethel. Unter dem Titel „Ringende Menschen. Die Tragödie einer Familie“ griff er den heiklen Themenkreis Erbkrankheiten auf. Obwohl der Film eine positive Haltung zur Eugenik einnahm, verweigerten ihm die neuen Machthaber die Prädikate „volksbildend“ sowie „Lehrfilm“ und verboten ihn 1937 ganz. Gertrud David erlebte dieses Verbot nicht mehr. Sie starb 1936 im Alter von 63 Jahren.

## Schriften
- Gertrud David: Veröffentlichungen zur Konsumgenossenschaftsbewegung in Sozialistische Monatshefte. Suchen unter Gertrud David, Abruf am 1. April 2009.
- Gertrud David: Was bietet der Konsumverein der Arbeiterfrau? Hamburg, Kaufmann & Co., 1905, 24 S., Broschur.